# Abubakari Yakubu
Abubakari Yakubu (* 13. Dezember 1981 in Tema; † 31. Oktober 2017 ebenda) war ein ghanaischer Fußballspieler.

## Werdegang
Yakubu verließ im Alter von 17 Jahren Ghana, um sich dem niederländischen Rekordmeister Ajax Amsterdam anzuschließen. Nach seinem Debüt in der Eredivisie im April 2000 konnte sich der defensive Mittelfeldspieler zwar nicht dauerhaft in seinem Klub als Stammspieler etablieren, avancierte dennoch zum ghanaischen Nationalspieler. Nachdem er bereits für diverse Juniorenauswahlmannschaften seines Geburtslandes gespielt hatte, debütierte er 2002 für die A-Nationalmannschaft. Im selben Jahr gewann er auf Klubebene das Double aus niederländischer Meisterschaft und Landespokal, in der folgenden Champions-League-Spielzeit erreichte er mit dem Klub das Viertelfinale, in dem die Mannschaft am späteren Titelträger AC Mailand scheiterte. 2004 gewann er ein zweites Mal den Meistertitel mit Ajax.
Ab Sommer 2004 verlieh Ajax Amsterdam Yakubu an den Ligakonkurrenten Vitesse Arnheim. Mit dem Klub, der in den Vorjahren nur jeweils knapp dem Abstieg in die Zweitklassigkeit entgangen war, belegte der Mittelfeldspieler den siebten Tabellenplatz in der Spielzeit 2004/05. Nach Saisonende übernahm ihn der Klub dauerhaft und vereinbarte einen Vier-Jahres-Vertrag mit dem ghanaischen Spieler. Anfang 2006 nahm er mit der ghanaischen Auswahlmannschaft an der Afrikameisterschaft 2006 teil. Nach dem überraschenden Ausscheiden in der Vorrunde krempelte Nationaltrainer Ratomir Dujković den Kader für die Weltmeisterschaftsendrunde 2006, für die sich Ghana erstmals qualifiziert hatte, deutlich um. Unter anderem gehörte Yakubu nicht zu den 23 im Sommer für das Turnier in Deutschland nominierten Spielern, damit endete auch seine Nationalmannschaftskarriere nach 15 Länderspielen. Bis zu seinem Vertragsende 2009 blieb er Vitesse treu, kam aber auch hier nur unregelmäßig zum Einsatz.
Ab Sommer 2009 war Yakubu, der in zehn Jahren bei Ajax und Vitesse 145 Erstligaspiele bestritten hatte und dabei ohne Torerfolg geblieben war, ohne Verein. Im Herbst 2017 verstarb er im Alter von 36 Jahren in einem Krankenhaus in seinem Geburtsort Tema.